# Veliki zvezdni prisekan dodekaeder
| Veliki zvezdni prisekan dodekaeder                         | Veliki zvezdni prisekan dodekaeder                   |
| ---------------------------------------------------------- | ---------------------------------------------------- |
|                                                            |                                                      |
| Vrsta                                                      | uniformni zvezdni polieder                           |
| Elementi                                                   | F = 92, E = 150, V =60 ({\displaystyle \chi \,} = 2) |
| Stranske ploskve po stranicah                              | (20+60){3}+12{5/2}                                   |
| Wythoffovi simboli                                         | \| 2 5/2 3                                           |
| Simetrijska grupa                                          | Ih, [5,3]+, 532                                      |
| Bowerjeva okrajšava                                        | Quit Gissid                                          |
| Sklici                                                     | U66, C83, W104                                       |
| veliki triakisnipetstrani heksekontaeder (dualni polieder) | 3.10/3.10/3 slika oglišč                             |

Veliki zvezdni prisekan dodekaederje nekonveksni uniformni polieder z oznako (indeksom) U57. Lahko ga prikažemo tudi s Schläflijevim simbolom t0,1{5/3,3}.

## Sorodni poliedri
Ima isto razvrstitev oglišč kot trije uniformni poliedri. To so mali ikozikozidodekaeder, mali ditrigonalni dodeciikozidodekaeder in mali dodeciikozaeder.
| veliki zvezdni prisekan dodekaeder | mali ikozikozidodekaeder | mali ditrigonalni dodeciikozidodekaeder | mali dodeciikozaeder |

## Kartezične koordinate
Kartezične koordinate oglišč velikega zvezdnega prisekanega dodekaedra so vse parne permutacije vrednosti 
(0, ±τ, ±(2−1/τ))
(±τ, ±1/τ, ±2/τ)
(±1/τ2, ±1/τ, ±2)
kjer je τ = (1+√5)/2 zlati rez, ki ga pogosto označujemo s φ. 